# Venceslas Ier (duc de Bohême)
Ne pas confondre avec le roi Venceslas Ier de Bohême, souverain de Bohême au XIIIe siècle
Pour les articles homonymes, voir Venceslas.
Venceslas Ier (Václav en tchèque ; prénom également transcrit en Venceslav ou Wenceslas), plus connu comme saint Venceslas, né aux alentours de l'année 907 à Stochov près de Libušín et mort le 28 septembre de l'année 929 ou de l'année 935, est un souverain tchèque de la dynastie des Přemyslides qui fut duc de Bohême de 921 à sa mort. Il est le saint patron de la Tchéquie, et il est célébré le 28 septembre.

## Biographie

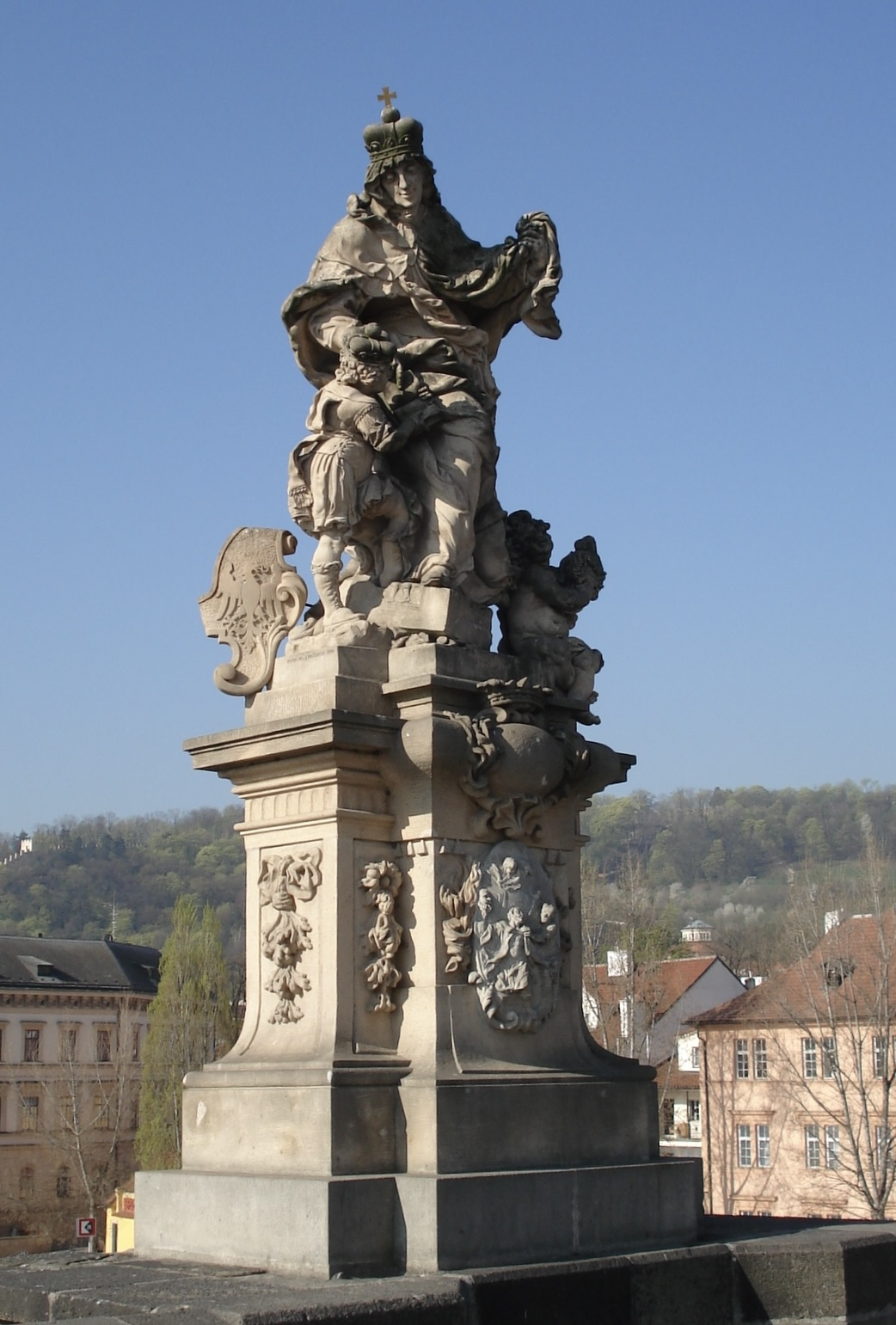
Ludmila et Venceslas de Bohême (Pont Charles, Prague).

Fils du prince Vratislav Ier de Bohême, de la dynastie des Premyslides, et de son épouse païenne Drahomíra de Stodor, fille d'un prince de la tribu slave des Vélètes (Stororans) sur l'Elbe. Il aurait été baptisé par un prêtre slave disciple de l'apôtre saint Méthode.
Après une enfance très chrétienne, notamment sous l'influence de sa grand-mère Ludmila de Pšov, il est envoyé à l'école de l'église Saint-Pierre de Budeč, où l'on enseignait le latin.
Le prince Vratislav meurt au combat le 13 février 921. Vaclav, qui n'a pas 15 ans, est trop jeune pour régner, et sa mère Drahomira assume la régence. Elle méprise  le christianisme de son fils et de sa belle-mère. Le jeune roi doit se réfugier chez sa grand-mère, qui est étranglée le 16 septembre 921 par des Varègues de la garde sur ordre de sa belle-fille Drahomira. La pieuse Ludmila sera plus tard canonisée. Le chaos règne alors dans le duché de Bohême et le duc Arnulf de Bavière dit « Le mauvais » en profite pour envahir le pays au printemps 922 et restaurer l'ancienne tutelle germanique. Drahomira assume le pouvoir au moins jusqu'en 924.

## Règne personnel

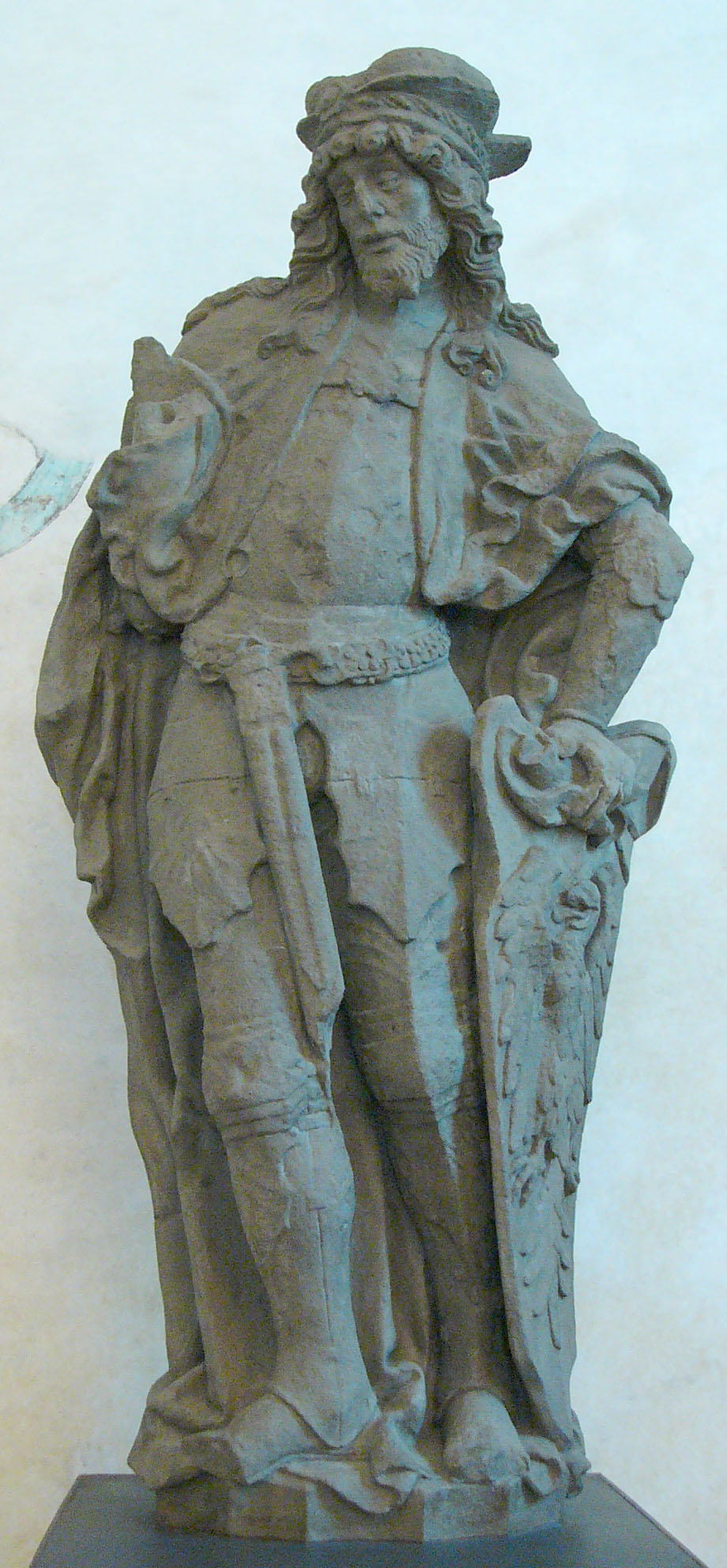
Statue de saint Venceslas à Olomouc (République tchèque).

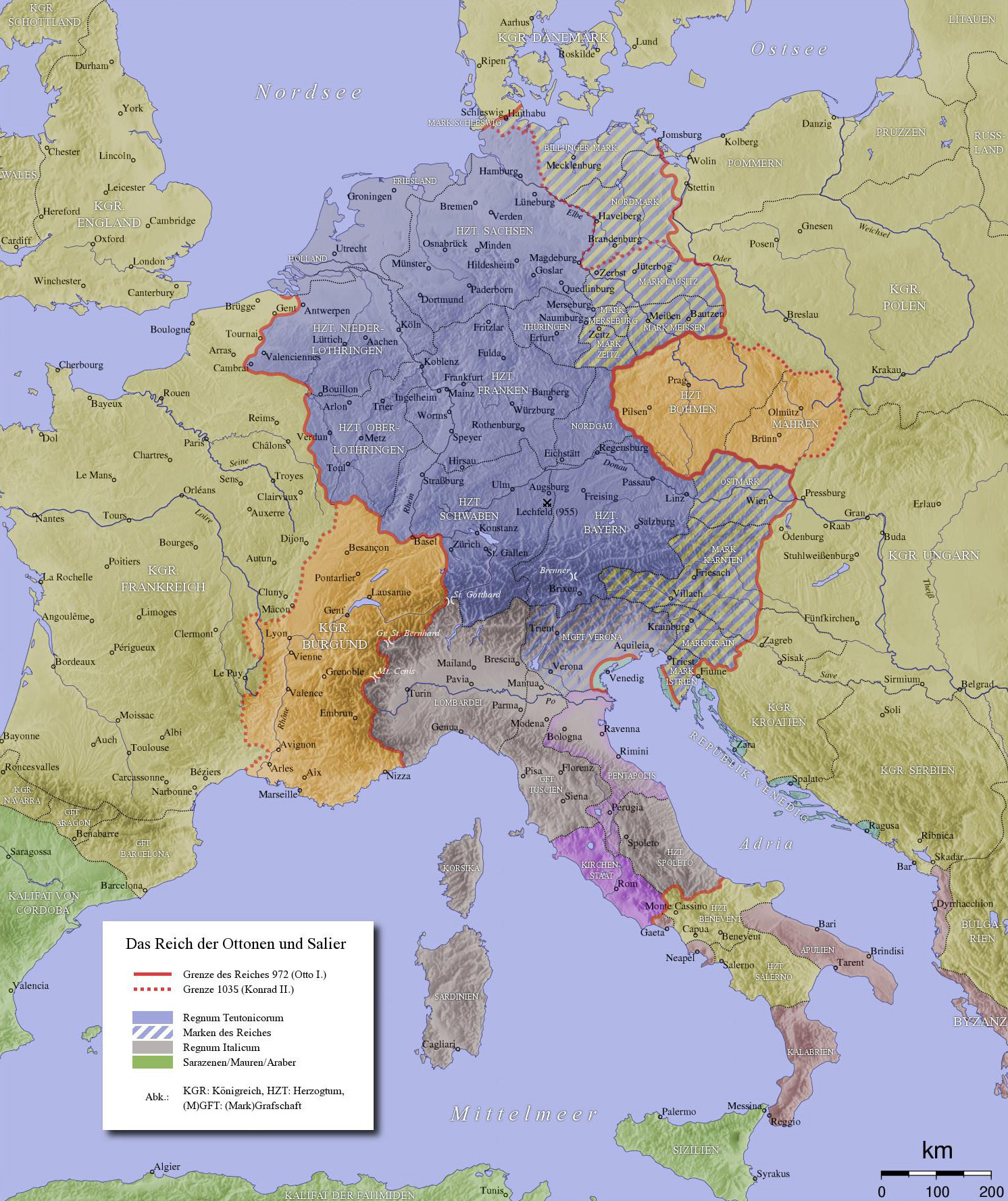
L'Europe à l'époque de saint Venceslas.

Venceslas accède au trône deux ans plus tard et fait emprisonner sa mère au château de Budeč. Le roi de Germanie, Henri Ier l'Oiseleur, menace alors d'envahir la Bohême mais Venceslav lui propose de signer un pacte de non-agression et achète cette paix pour un tribut annuel de 120 bœufs et de 500 talents d'argent, chose tout à fait inhabituelle à l'époque : Venceslav préfère la paix à la guerre. Beaucoup de compagnons du souverain, y compris Boleslav son propre frère, acceptent mal ce procédé qu'ils jugent humiliant.
Venceslas, que ses hagiographes présentent comme un chrétien fervent, se distingue par sa piété, sa bienveillance et son pacifisme et  transforme la société dans les domaines religieux et institutionnels.
Il modifie le système judiciaire en réduisant le recours à la peine capitale ou à la torture.  Il laisse en vie et maintient dans ses fonctions Radislav, prince de Kouřim, qu'il a vaincu lors d'un duel mais selon la tradition ordonne la destruction des potences de son duché.
Il fait édifier vers 926 une rotonde préromane destinée à recevoir la relique du bras de Guy, saint patron de la Saxe, qu'Henri Ier l'Oiseleur lui avait offert. Cet édifice situé à l'emplacement de la chapelle Saint-Venceslas de l'actuelle cathédrale, qu'il fait consacrer par l'évêque de Ratisbonne Tutto, dédié à Guy et non pas à Emmeran de Ratisbonne, patron de l'évêché bavarois, est à l'origine de la cathédrale Saint-Guy de Prague.

## L'opposition des grands

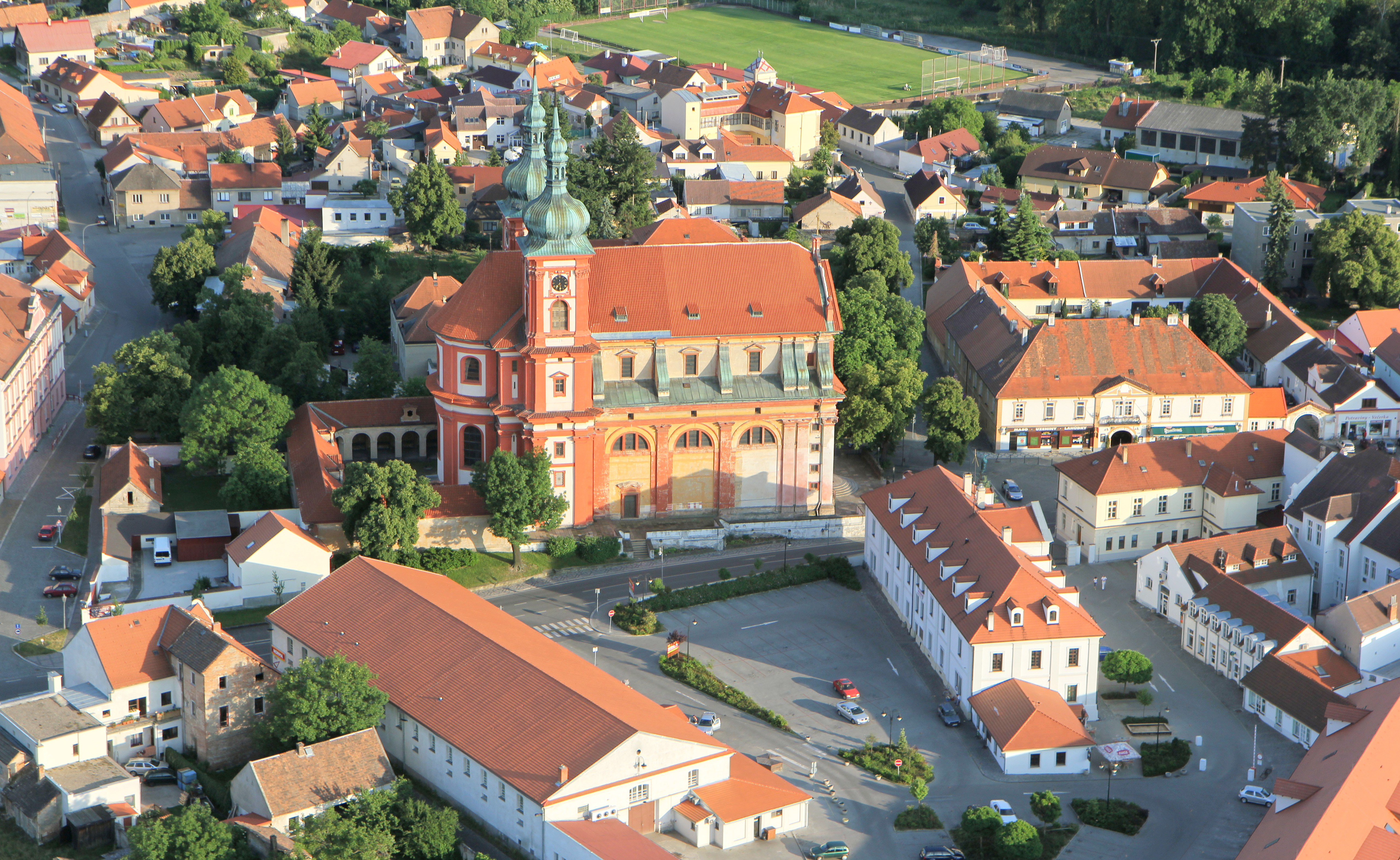
Stara Boleslav (centre-ville actuel).

Boleslav, avide de pouvoir et aidé par plusieurs seigneurs, conspire contre son propre frère. Il l'invite à fêter la naissance de son quatrième enfant en l'attirant à la fête des patrons de l'église Saints-Côme-et-Damien de la ville de Stará Boleslav, non loin de Prague. Venceslas vient sans arme. Attaqué par son frère (et d'autres conspirateurs), il refuse de se défendre. Il est assassiné devant la porte de l'église le 28 septembre 929/935. Son frère devient duc de Bohême sous le nom de Boleslav Ier.

## Épilogue
Trois ans plus tard le 4 mars 932 (ou 938 ?), Boleslav Ier de Bohême repentant fait transporter la dépouille de son frère à l'intérieur de la cathédrale Saint-Guy de Prague. Son tombeau y demeure dans la chapelle Saint-Venceslas. L'Église catholique l'insère dans le calendrier romain général en 1670 et le fête le 28 septembre comme martyr. L'Église orthodoxe le célèbre à la même date.
La Tchéquie a choisi la date du 28 septembre 1914, à la suite de la consécration et du transfert des bataillons légions à la place Sofia à Kiev et même le premier régiment d'infanterie des légions tchécoslovaques en Russie portait à l'origine le nom de Václav (1915-1917), il a été appelé le régiment de st. Wenceslas.

## Folklore
Le chant de Noël britannique Good King Wenceslas lui fait référence. 

Il est aussi un " saint" du Calendrier Pataphysique.

## Patronage
Il est le saint patron de la République tchèque, de la Pologne, des fabricants de bière, des prisonniers et des enfants de chœur.
Neuf siècles plus tard, en 1883,  alors que son épouse, l'archiduchesse Stéphanie est enceinte, le slavophile archiduc-héritier Rodolphe d'Autriche souhaitait prénommer son fils Vaclav mais l'enfant fut fille qui fut prénommée Elisabeth-Marie.

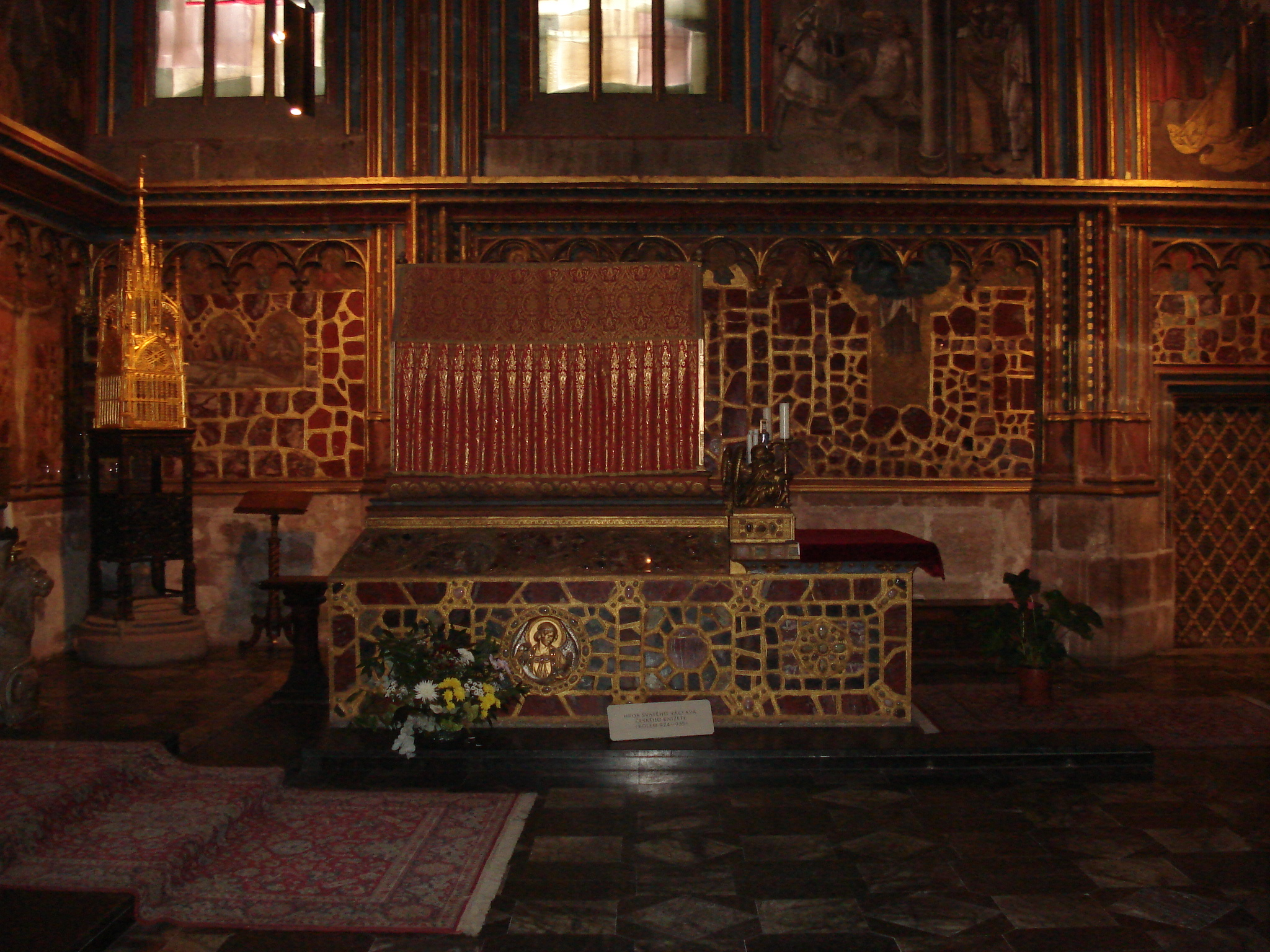
Tombeau de saint Venceslas.
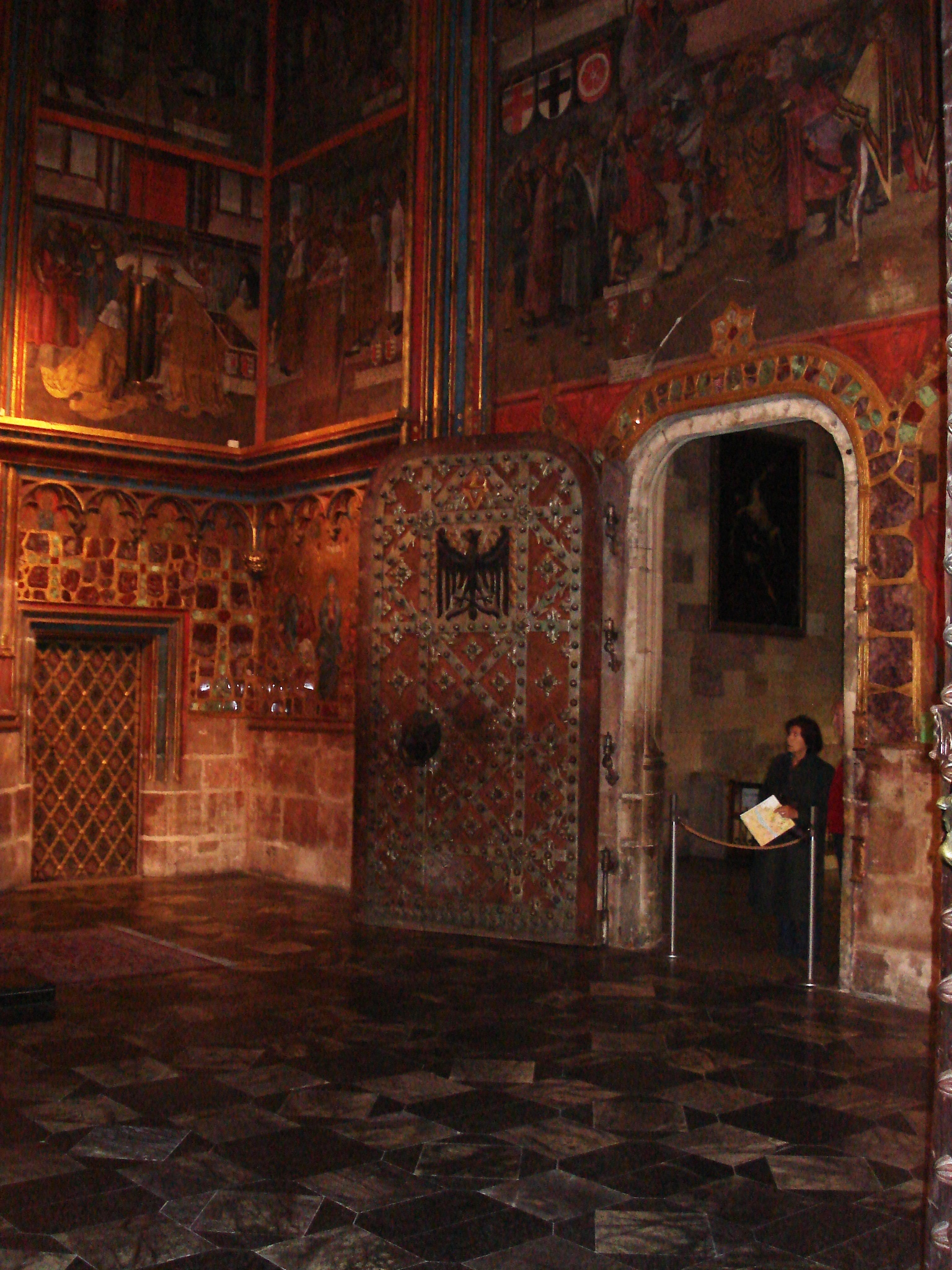
Chapelle Saint-Venceslas.
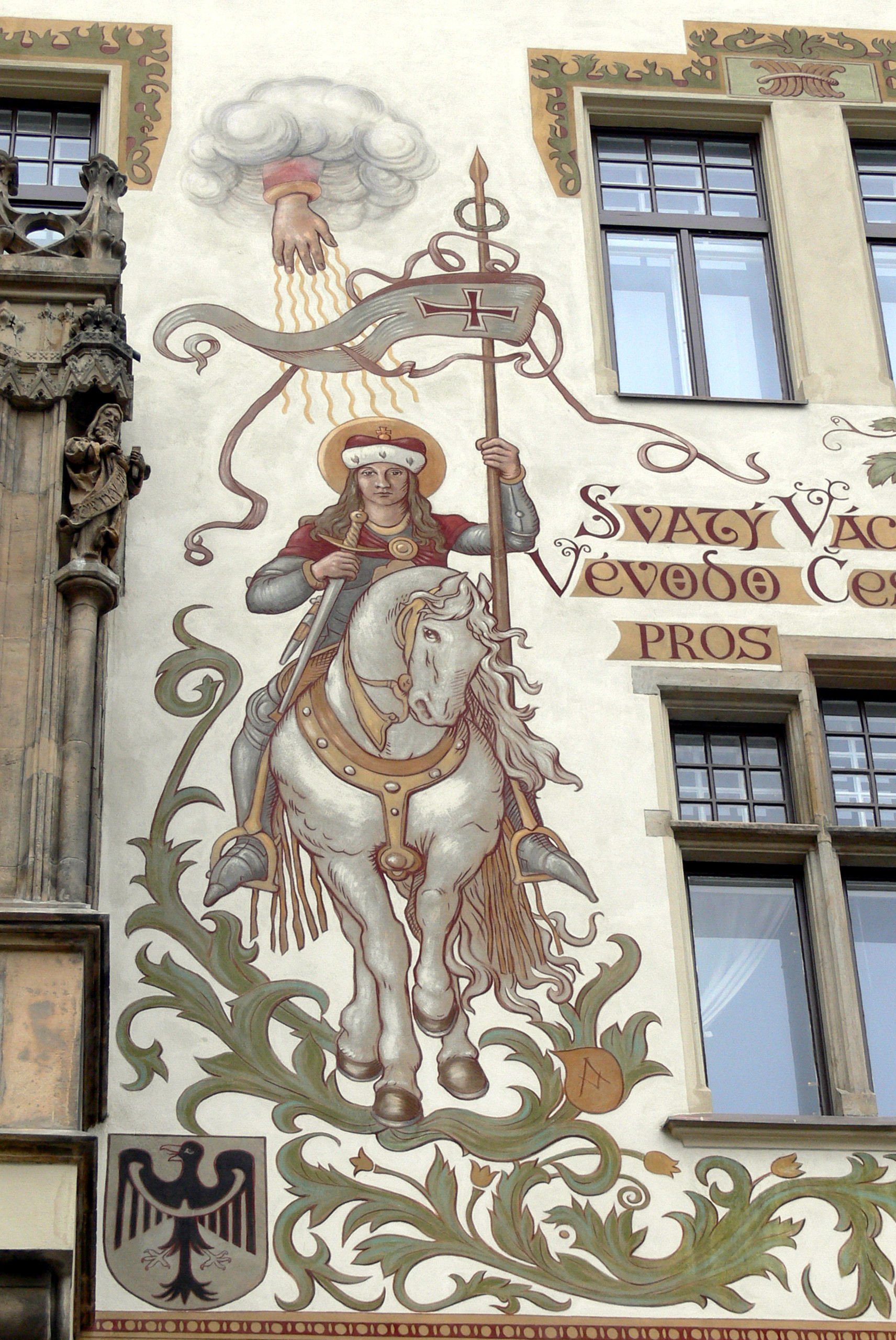
Saint Venceslas à cheval, façade de la Maison Štorch, Prague.

### Sources et bibliographie
- Francis Dvornik, Les Slaves histoire, civilisation de l'Antiquité aux débuts de l'Époque contemporaine, Paris, éditions du Seuil, 1970, 1196 p.
- Jörg K. Hoensch et Françoise Laroche (traduction), Histoire de la Bohême, Paris, Éditions Payot, 1995 (ISBN 2228889229), p. 40,41,43,49,53,58,65,98,124,127,264,348.
- Pavel Bělina, Petr Čornej et Jiří Pokorný, Histoire des Pays tchèques, Paris, Éditions du Seuil, coll. « Points Histoire U 191 », 1995, 510 p. (ISBN 2020208105), p. 23-25.
- (en) Nora Berend, Przemyslaw Urbanczyk et Przemislaw Wiszewski, Central Europa in the High Middle Ages. Bohemia -Hungary and Poland c.900-c.1300, Cambridge, Cambridge University Press, 2013, 546 p. (ISBN 978-0-521-78695-9).